# フクロテナガザル
フクロテナガザル（Symphalangus syndactylus）は、哺乳綱霊長目テナガザル科に分類される類人猿。本種のみでフクロテナガザル属を構成する。別名シアマン。テナガザル科の最大種。黒い体毛を持ち、マレー半島南部とスマトラ島に分布する。

## 分類
テナガザル科の9種は、長らく2属(テナガザル属8種とフクロテナガザル属1種)に分類されていた。しかし近年になって、フクロテナガザルだけが他と大きく異なっているわけではない、逆に言えば同じテナガザル属に分類されていた種同士の違いも大きい、ということがわかってきた。このため、9種全てを1属(テナガザル属)とし、その中にフクロテナガザル亜属など3～4亜属を設ける分類法が一般的になっていった。さらに、2000年には4亜属を属に格上げする提案が霊長類研究者らによってなされている。
生息地からスマトラフクロテナガザル (S. s. syndactylus) とマレーシアフクロテナガザル (S. s. continentis) の2亜種に分類する説もあるが、マレーシア集団をあえて分別する必要はないという見方もある。なおフクロテナガザルは、別種のテナガザルと生息地が重なる唯一の種であり、アジルテナガザルおよびシロテテナガザルと分布が重なっている。

## 形態

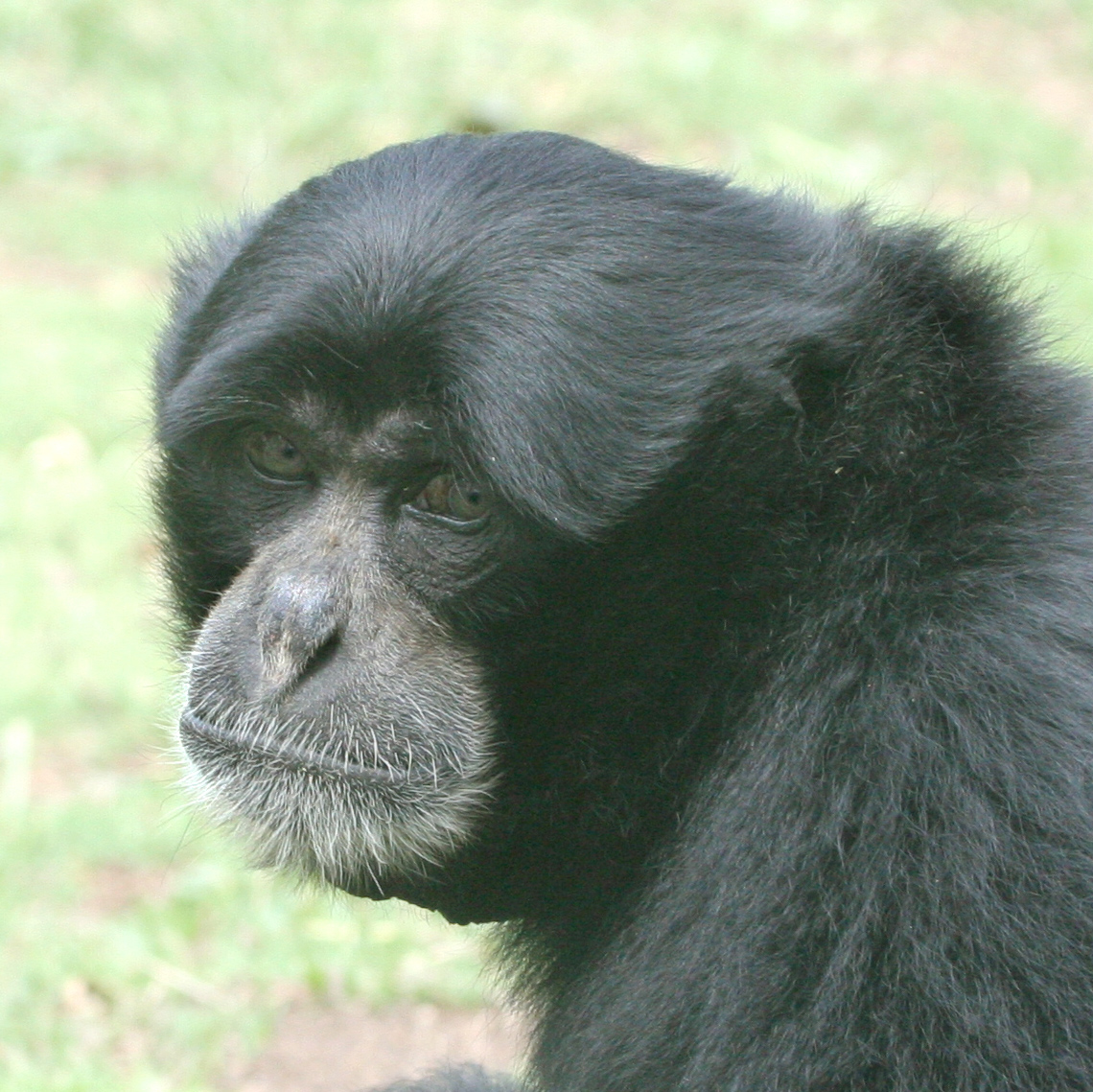
頭部

頭胴長（体長） 71 - 90センチメートル。体重は10 - 12キログラムと、他のテナガザル類の約2倍もの重さがある。
長く密集した体毛を持ち、色はテナガザル類の中で最も暗い。腕は細長く、脚よりも長い。顔に濃い毛は無く、薄い口ひげがある。
フクロテナガザルは二つの大きな特異性のため、他のテナガザルと区別される。一つ目は、後肢の2つの指が皮膚でつながっている点である。フクロテナガザルの種小名syndactylusは「合指」（"syndactyl"）に由来する。二つ目は、オスが持つ大きな「のど袋」である。自分の頭と同じくらいの大きさにまで膨らみ、これにより大きな声でほえたり合唱することができる。

## 分布と生息地
フクロテナガザルはスマトラ島とマレー半島の森林に生息し、低地から山岳、さらには熱帯雨林にまで広く分布し、標高3800 mまで見られる。最大6頭（平均4頭）の群れで生活し、平均行動圏は23ヘクタールである。日中の行動圏は他のテナガザルよりもかなり狭く、1km未満であることも多い。スマトラ島とマレー半島のフクロテナガザルは外見が似ているが、2つの個体群間ではいくつかの行動が異なる。

## 生態
アジルテナガザル、シロテテナガザルと共に生活する。2頭のフクロテナガザルが出会うと、しばしば互いに絆が生まれる。興奮したとき、リラックスするとき、交尾のとき、脅威を感じたとき、喉袋や叫び声を使ってコミュニケーションをとることもある。その際にボディランゲージも使い、手や指を使って自分の感情を示す。天敵として トラ、ヒョウ、ウンピョウ、ドールがいる。

### 食事
フクロテナガザルは主に植物のさまざまな部分を食べる。スマトラ亜種はマレー亜種よりも果食性が高く、果物が食事の最大60%を占める。つる植物から木本植物まで、少なくとも160種の植物を食べる。主な食料源はイチジク属である。フクロテナガザルは未熟な果実よりも熟した果実を、古い葉よりも若い葉を好んで食べる。花や少数の昆虫も食べる。大きな花を食べるときは花弁だけを食べるが、小さな花はすべて食べ、小さな果実は食べる前に手に集める。大きくて硬い種子や鋭い角のある種子を食べるときは、果肉を剥いて種子は捨てる。多くの果実を食べるが、テナガザル科の中では葉食性が強い。これは大型の霊長類ほど葉食性になる傾向があることによく当てはまる。

### 成長と群れ
フクロテナガザルの群れは通常、成体雄、成体雌、子供、時には亜成体で構成される。亜成体は通常6 - 8歳になると群れを離れ、雌の方が早く群れを離れる傾向がある。妊娠期間は6.2 - 7.9ヶ月で、母親は生後1年間子供の世話をする。テナガザル科の中では雄が子育てをする機会が多く、生後8ヶ月を過ぎた子供を抱きかかえる。子供は通常、母親の元に戻って眠り、授乳する。生後3年までに両親から独立して移動し始める。飼育下では40年以上生きる。
フクロテナガザルは一般的に一夫一婦制のつがいを持つことが知られており、他のテナガザルと比較して、つがい同士が近い距離で過ごす時間が長いことが記録されている。しかし、一夫一婦制と一夫多妻制の両方のグループがスマトラ島に生息している。これらの個体群を研究したところ、一夫一婦制のグループの子供は、一夫多妻制のグループの子供よりも全体的に雄から多くのケアを受けていることがわかった。一夫多妻制のグループでは父親の確実性が低下しているためと考えられる。
生息地の撹乱はフクロテナガザルの群れの構成に影響を及ぼし、手つかずの森林と焼けて再生した森林では群れの構成が異なる。焼けて再生した森林の個体群には、幼獣、小型の幼獣、大型の幼獣を含む、手つかずの森林の個体群よりも多くの成獣と若獣が含まれる。焼けて再生した森林の集団の幼獣の生存率は、手つかずの森林の集団よりも低く、後者の個体数は前者よりも多い。環境が撹乱された森林では小さな群れで生活しており、食料資源や生活用の樹木が不足しているため、手つかずの森林よりも個体群密度が低くなっている。
1980年代、インドネシアにおける野生のフクロテナガザルの個体数は36万頭と推定された。この数字は21世紀には減少している可能性がある。ブキ・バリサン・セラタン国立公園はスマトラ島で3番目に大きい保護区で、2002年時点で22,390頭が生息している。スマトラ島では、フクロテナガザルは海抜500 - 1,000 mの低地の森林に生息することを好む。

### 行動

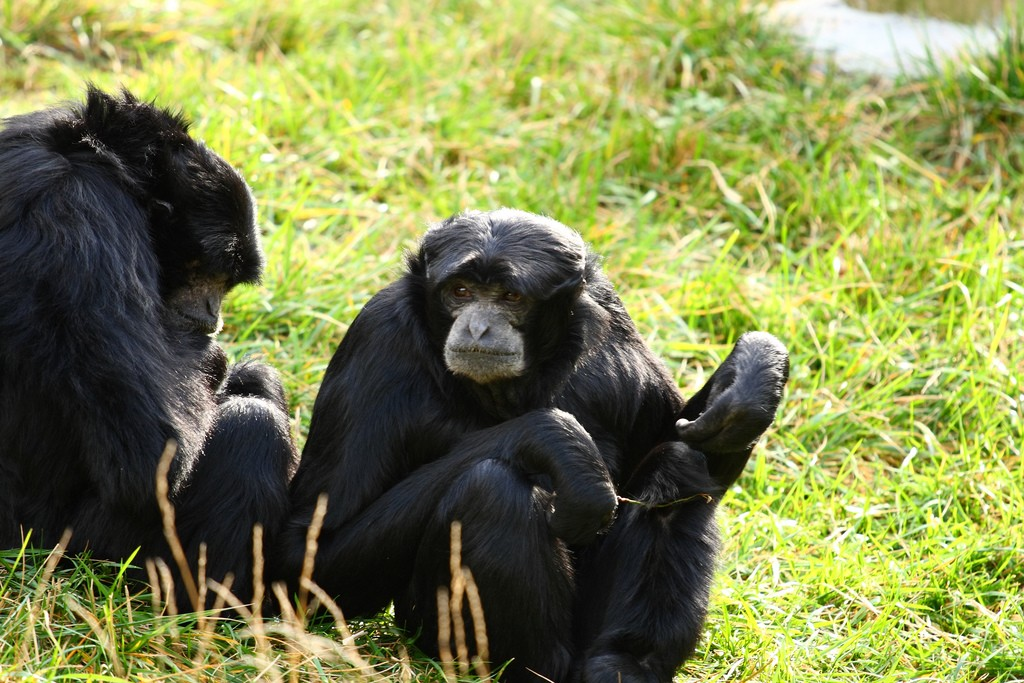
休息中の個体

フクロテナガザルは夜明けから日没まで起きている時間の半分以上休息しており、その後に摂食、移動、社会活動を行う傾向がある。昼間はより多くの休息を取り、他の個体の毛づくろいをしたり遊んだりする。休息時間には、通常、大きな木の枝に腰掛け、仰向けまたは腹ばいになる。摂食、餌探し、移動は、朝と休息後に最も頻繁に行われる。毛づくろいは、家族間で最も重要な社会的交流の1つである。毛づくろいは、一日の早い時間に成体同士で行われ、一日の遅い時間に成体が子供の毛づくろいを行う。成体雄は、毛づくろいに最も深く関与する。
乾季には、フクロテナガザルの行動範囲は雨季よりも広くなる。スマトラ島南部では、果物を多く食べ、果物はより栄養が多いため、他の地域よりも餌探しに費やす時間が短い。休息したいときに移動して餌を求めて戻ってくるというように、1本の果樹で丸一日を過ごすこともある。
霊長類の中でも非常に社交的な種で、家族内でコミュニケーションをとり、社会的絆を深めるために、さまざまな触覚的および視覚的なジェスチャー、行動、表情を見せる。彼らは縄張り意識が強く、他のグループと交流する際には、大きな声で鳴いて他のグループに縄張りを知らせる。鳴き声は特定のグループに向けられたものではない場合もあれば、縄張りの境界を越えて同時にグループで鳴く場合もある。雄はグループの境界を越えて追いかけ合うことで知られている。
雌雄のグルーミング頻度は、交尾頻度や攻撃行動と相関関係にあることが分かっている。ペアは2 - 3年の間隔で4 - 5ヶ月かけて交尾する。繁殖活動のピークは、果実が最も豊富な時期であることが多い。交尾は通常、雌がしゃがみ、雄が腕でぶら下がり、脚で雌を掴んで行う。雌雄がぶら下がって交尾する場合は、平均して60回に1回しか起こらない。

### 鳴き声

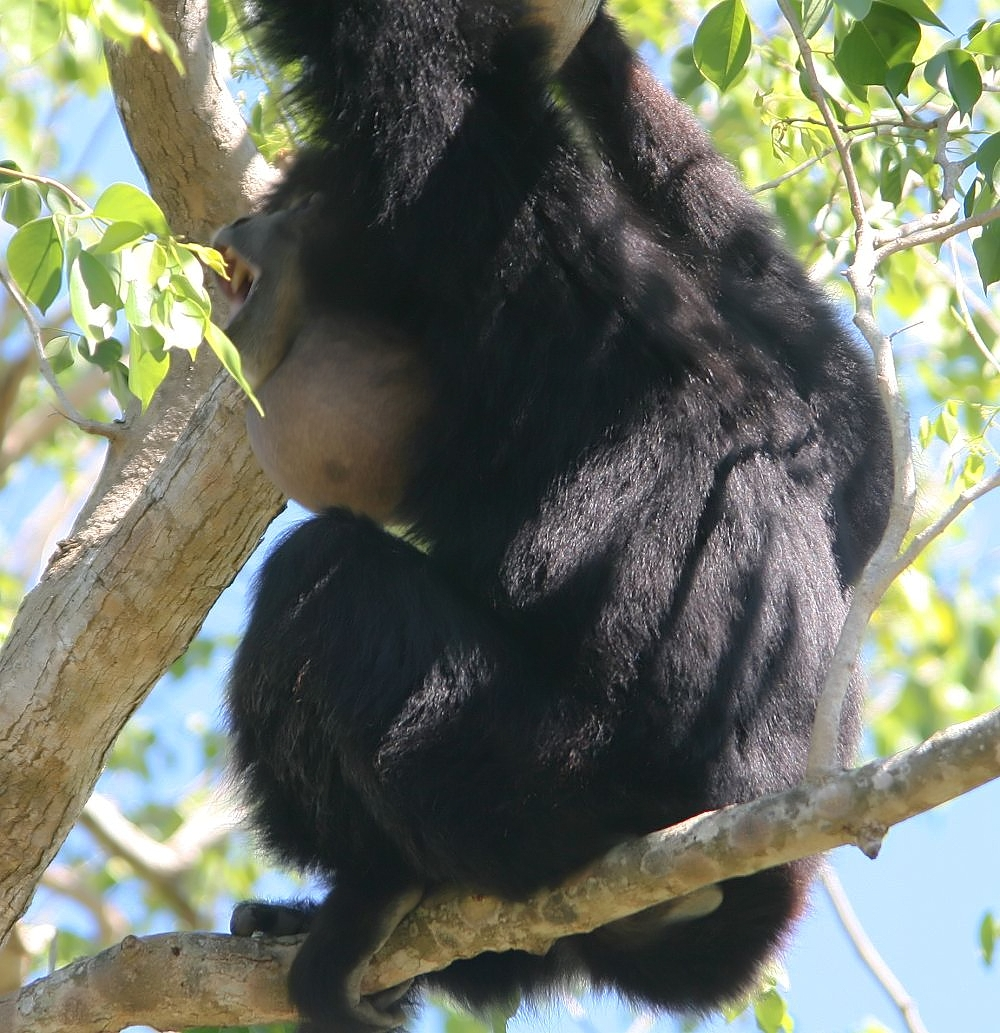
喉を膨らませて発声する

フクロテナガザルは早朝の鳴き声で一日を始める。正午以降は鳴き声は少なくなり、午前9時から10時頃に鳴き声がピークになる。鳴き声のほとんどは、行動圏内の者よりも近隣の者に向けて発せられる。つまり、フクロテナガザルの鳴き声は、妨害に対する反応であり、縄張りを守るためのものである。午前遅くの鳴き声は、通常、他の群れに出会ったり見たりしたときに発せられる。フクロテナガザルの行動圏の端は他の行動圏と重なることもあり、そこで鳴き声が発せられることが多い。果物が少ないときよりも果物が豊富なときに鳴き声が多くなる。鳴くときには、枝を揺らしたり、揺れたり、樹冠の周りを移動したりする。この動きは、他の群れに自分たちの居場所を示す目的である可能性がある。
フクロテナガザルは、背の高い大きな木で鳴くことを好む。おそらく他の群れが見えやすい場所で、そのような木はフクロテナガザルの移動を補助することができる。その木は通常餌である木の近くにあり、餌の木で鳴くこともある。
つがいは、デュエットと呼ばれる、大きくてパターンの整った鳴き声を出す。これらの鳴き声は、つがいの存在と地位をアピールする。新しくできたつがいは、確立したつがいよりも歌うことに多くの時間を費やす。強い絆の存在をアピールすることは、縄張り防衛に有利である。フクロテナガザルのデュエットは、特に複雑な発声構造を持っている点で他の種とは異なる。4つの異なる発声の種類が記録されている。ブーンという音、吠え声、ホーホーという声、および二音階の叫び声である。雌は一般的に長い吠え声を出し、雄は一般的に二音階の叫び声を出すが、両性とも4つの発声の種類すべてを発声することが知られている。他のテナガザルでは横方向に拡張した喉頭嚢によって発声が追加され、フクロテナガザルでは喉頭嚢が互いに融合して首の腹側領域まで伸びている。

### 種子散布
果実食動物であるフクロテナガザルは、縄張りを移動しながら排便によって種子を散布する。消化しながら種子を運び、81.9 - 365.9 m離れた場所で排便するため、森林の再生と遷移を支えている。

## 脅威と保全
フクロテナガザルは生存が森林に依存する樹上性霊長類であるため、生息地の喪失、密猟、狩猟による個体数減少の圧力に直面している。

### 生息地の喪失
フクロテナガザルに対する主な脅威は、プランテーション、森林火災、違法伐採、および人間による開発による生息地の断片化である。直近の数十年でアブラヤシのプランテーションがフクロテナガザルの生息地の大部分を破壊した。2002年以降、107,000平方キロメートルのアブラヤシが植えられ、フクロテナガザルがもともと生息していたインドネシアとマレーシアの熱帯雨林の大部分が置き換えられた。21世紀の10年間で、マレー半島の森林は違法伐採のために破壊された。ほとんどのフクロテナガザルが生息するマレー半島のクランタン州にある37の森林保護区のうち16が、違法伐採者によって不法に侵入されている。森林の耕作地化も進んでおり、1998年のコーヒー価格の高騰は、スマトラ島の人々が森林をコーヒープランテーションに置き換えることを促した。多くの地域での開発には道路などのインフラが必要であり、それが現在では保全地域を分断し、森林の断片化を引き起こしている。

### 密猟と狩猟
他のアジア地域とは異なり、インドネシアでは霊長類は食肉目的では狩られていない。霊長類は違法なペット取引のために狩られており、狩猟者は幼いフクロテナガザルを好んで狙っている。フクロテナガザルの雌は幼獣を保護するため、密猟者はまず母親を殺すことが多い。市場に出回っているフクロテナガザルのほとんどは幼獣であり、輸送中に死亡することが多い。

## ギャラリー

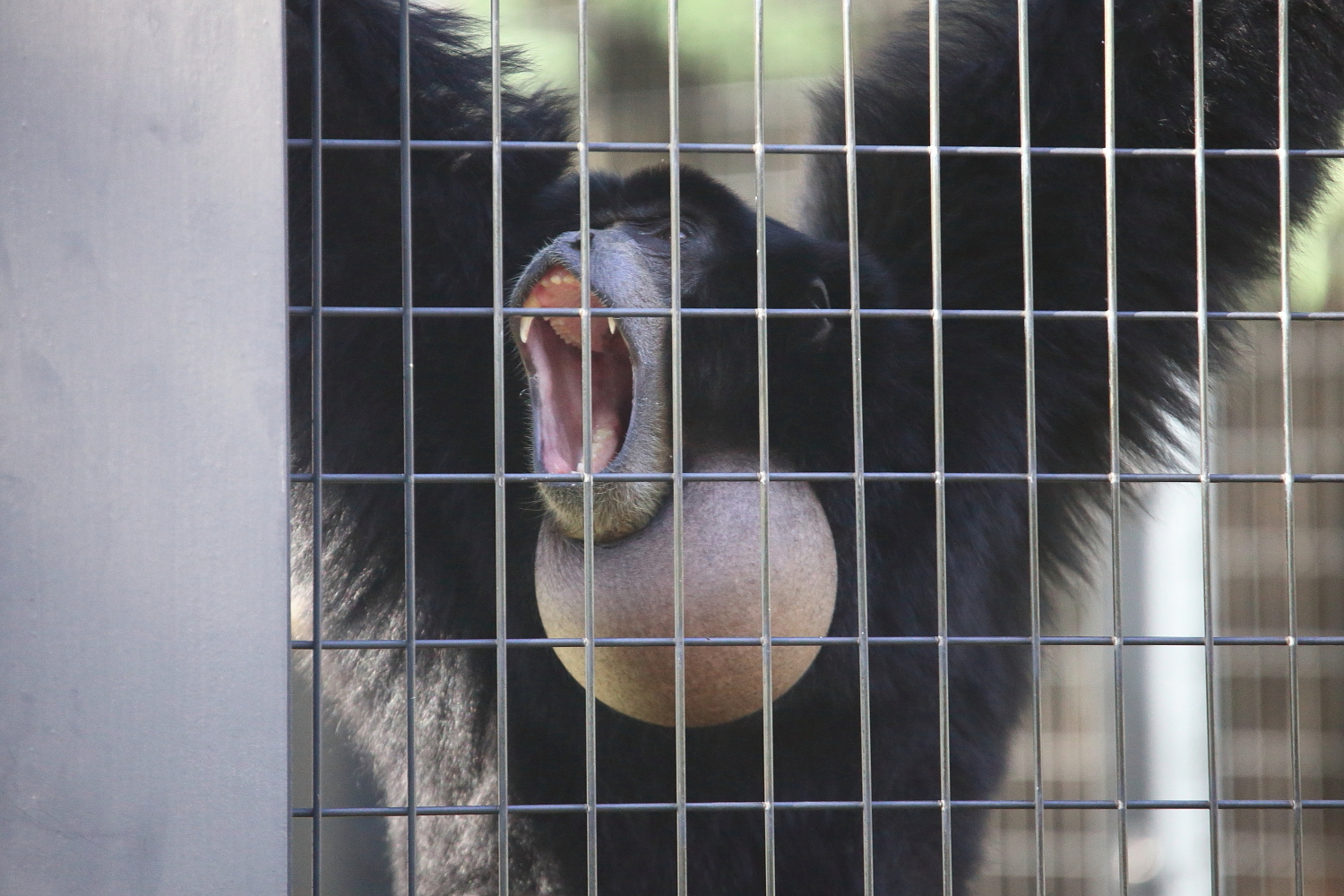
鳴く東山動植物園の個体
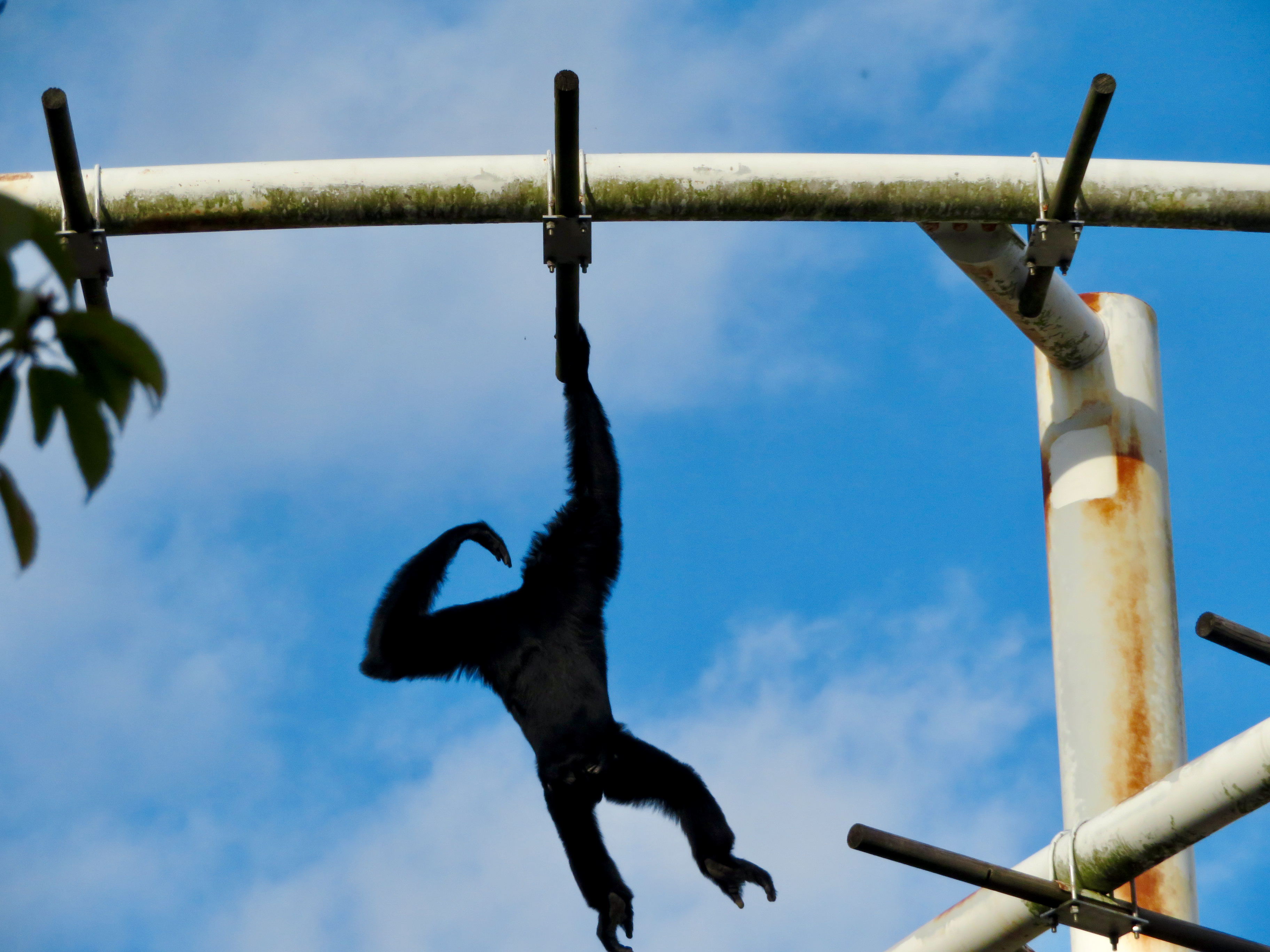
雲梯を移動する日本モンキーセンターの個体
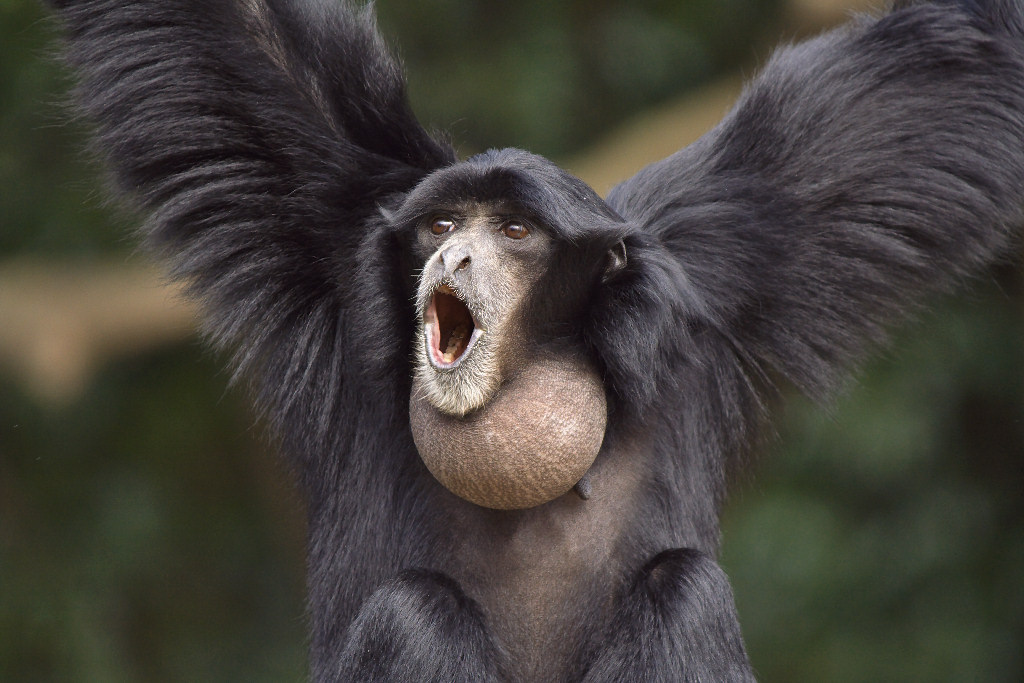
鳴く千葉市動物公園の個体
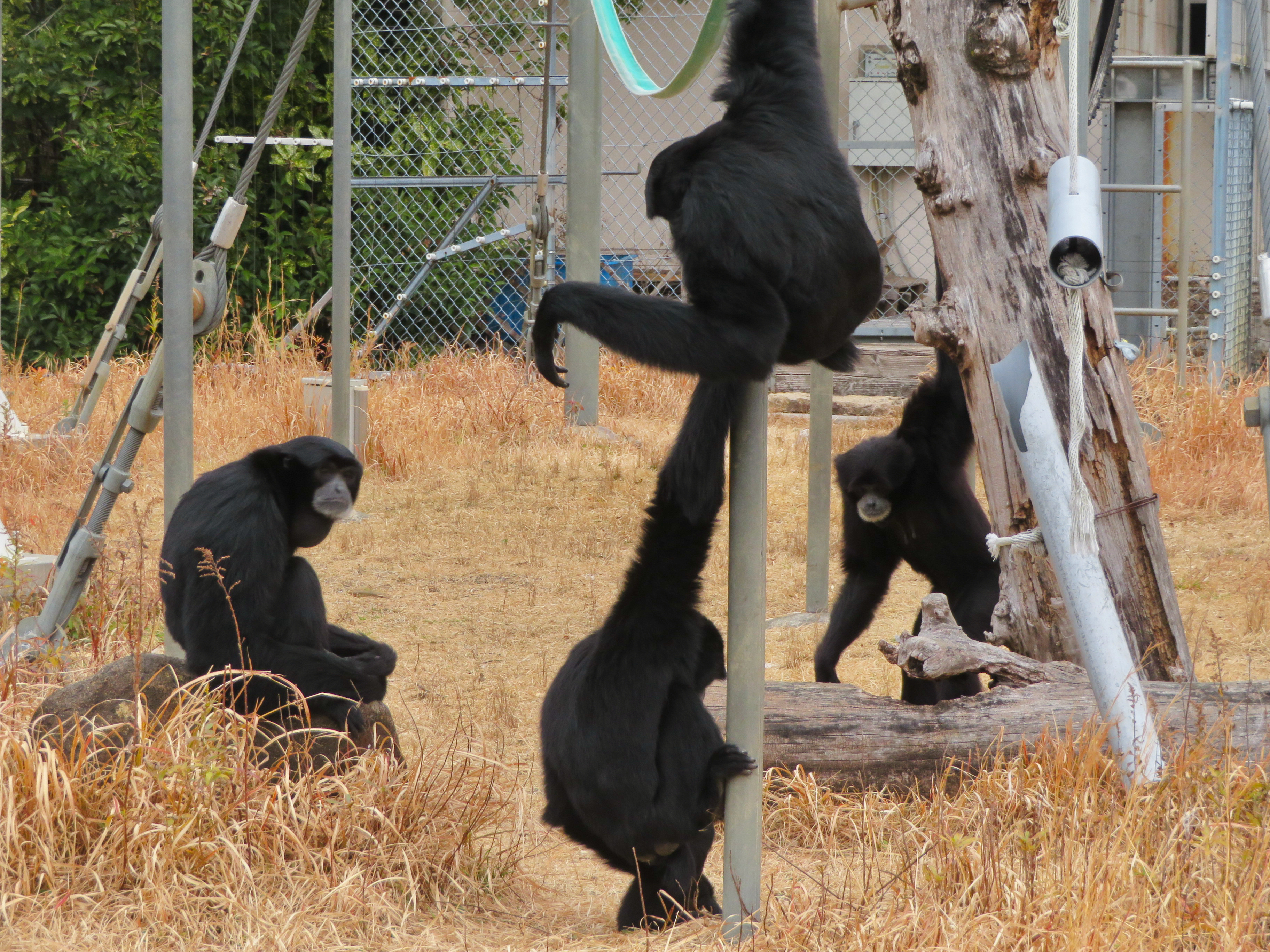
日本モンキーセンターの群れ